# The Enigma of Life
The Enigma of Life peti je studijski album norveškog gothic metal-sastava Sirenia te njegov drugi sa španjolskom pjevačicom Ailyn. Album je 21. siječnja u Europi te 15. veljače 2011. godine u Sjevernoj Americi objavila diskografska kuća Nuclear Blast.

## O albumu
The Enigma of Life bio je sniman u periodu od srpnja do studenog 2010. godine u studijima Audio Avenue u mjestu Tau, Norveška te Sound Suite u Marseilleu, Francuska. Album je bio masteriran u studiju Finnvox u Finskoj. Jedini singl s albuma, "The End of It All", objavljen je 21. prosinca 2010. u digitalnoj inačici te je glazbeni spot za navedenu pjesmu objavljen 7. siječnja 2011. godine.

## Popis pjesama
Tekstovi i glazba: Morten Veland. 
| 1.    | »The End of It All«         | 4:31 |
| 2.    | »Fallen Angel«              | 3:59 |
| 3.    | »All My Dreams«             | 4:42 |
| 4.    | »This Darkness«             | 4:00 |
| 5.    | »The Twilight in Your Eyes« | 4:00 |
| 6.    | »Winter Land«               | 3:55 |
| 7.    | »A Seaside Serenade«        | 5:53 |
| 8.    | »Darkened Days to Come«     | 4:22 |
| 9.    | »Coming Down«               | 4:38 |
| 10.   | »This Lonely Lake«          | 3:33 |
| 11.   | »Fading Star«               | 4:46 |
| 12.   | »The Enigma of Life«        | 6:16 |
| 54:35 |                             |      |

| 13. | »Oscura Realidad« (Mračna stvarnost (Španjolska inačica pjesme "This Darkness"))                  | 4:31 |
| 14. | »El Enigma de la Vida« (Enigma života (Španjolska akustična inačica pjesme "The Enigma of Life")) | 5:51 |
| 15. | »Fallen Angel« (Akustična inačica)                                                                | 3:45 |

| 13. | »Oscura Realidad« (Mračna stvarnost (Španjolska inačica pjesme "This Darkness"))                  | 4:31 |
| 14. | »El Enigma de la Vida« (Enigma života (Španjolska akustična inačica pjesme "The Enigma of Life")) | 5:51 |
| 15. | »El Enigma de la Vida« (Bonus pjesma sa iTunes inačice albuma)                                    | 6:16 |

## Zasluge
| Sirenia - Morten Veland – vokali, gitara, bas-gitara, klavijature, programiranje bubnjeva, produkcija, miksanje, inženjer zvuka - Ailyn – vokali Ostalo osoblje - Gustavo Sazes – naslovnica, dizajn - Mika Jussila – mastering - Patric Ullaeus – fotografija | Dodatni glazbenici - Stephanie Valentin – violina - Damien Surian – zborski vokali - Mathieu Landry – zborski vokali - Sandrine Gouttebel – zborski vokali - Emilie Lesbros – zborski vokali - Emmanuelle Zoldan – zborski vokali |